# Animale
Ne doit pas être confondu avec Animal.
Animale est une duologie de romans fantasy historiques  écrite par Victor Dixen.
Le premier tome, La Malédiction de Boucle d'or, a gagné le grand prix de l'Imaginaire 2014 dans la catégorie du meilleur roman pour la jeunesse. Il se déroule dans les années 1830 après la chute du Premier Empire. Il s'agit d'une réécriture sombre et romantique du conte de Boucle d’or et les trois ours.

## Contexte
La série se déroule dans les années 1830.

## Romans
1. La Malédiction de Boucle d'or. Paris : Gallimard jeunesse, 08/2013, 436 p.  (ISBN 978-2-07-064978-5) Rééd. Gallimard jeunesse, coll. "Pôle fiction" n° 81, 08/2015, 524 p.  (ISBN 978-2-07-066853-3)
2. La Prophétie de la Reine des neiges. Paris : Gallimard jeunesse, 08/2015, 431 p.  (ISBN 978-2-07-066805-2) Rééd. Gallimard jeunesse, coll. "Pôle fiction" n° 106, 05/2017, 499 p.  (ISBN 978-2-07-508139-9)

## Novella
- Tambours de nuit. Bréchamps : Griffe d'Encre, coll. "Novella", 05/2014, 79 p.  (ISBN 979-10-92349-04-7)